# Parapsammophila herero
Parapsammophila herero är en biart som först beskrevs av Arnold 1928.  Parapsammophila herero ingår i släktet Parapsammophila och familjen grävsteklar. Inga underarter finns listade i Catalogue of Life.